# Aurelio Galli
Aurelio Galli (Frascati, 26 febbraio 1866 – Roma, 26 marzo 1929) è stato un cardinale italiano.

## Biografia
Nacque a Frascati il 26 febbraio 1866. Fu ordinato sacerdote il 2 aprile 1889, dopo aver studiano al seminario romano e alla Pontificia Università Gregoriana.
Fu membro della Sacra Congregazione per gli affari ecclesiastici straordinari dal 1893 al 1899, poi della segreteria delle lettere latine dal 1899 al 1903 e infine fu nominato il 5 agosto 1903 segretario delle lettere latine e prelato domestico. Fu anche canonico della Basilica di San Giovanni in Laterano e nominato quindi protonotario apostolico, segretario dei brevi ai principi. Compose l'orazione funebre in morte di papa Leone XIII e l’oratio pro eligendo pontifice nei conclavi del 1914 e 1922.
Fu creato cardinale diacono con il titolo di Sant'Angelo in Pescheria nel concistoro del 20 dicembre 1923 da papa Pio XI. Morì il 26 marzo 1929 all'età di 63 anni. È sepolto nella cattedrale di Frascati.